# Biete jezik
Jezik biete (ISO 639-3: biu; baite, bete, biate) jest jezik plemena Biete iz podgrupe naroda Mizo koje nastanjuje indijske države Mizoram, Assam, Manipur i Meghalaya. Prema podatcima iz 1997. godine, pleme broji oko 19 000 govornika.
Pripada sjevernoj podskupini kuki-činskih jezika. Neki se pripadnici plemena služe i jezicima susjednih naroda. Biete se razlikuje od biate, dijalekta jezika thado chin.

## Vanjske poveznice
- Ethnologue (14th)
- Ethnologue (15th)